# Папа на вырост
«Па́па на вы́рост» — российский комедийный телесериал (ситком). Является адаптацией американского телесериала «Папочка». Пилотное название сериала — «Папани». Производство группы компаний Yellow, Black and White совместно с ABC Family при участии ООО «Оранж».
Премьера сериала состоялась 2 марта 2015 года на канале СТС в 19:00. Новые серии выходили с понедельника по четверг в 19:00, повторы — с понедельника по четверг в 10:30.
Заключительная серия вышла в эфир канала СТС 19 марта 2015 года.

## Сюжет
Молодой бармен Слава обнаруживает под дверью квартиры, которую снимает у своего лучшего друга, свою пятимесячную дочь Аню, которую родила одна из его девушек в результате случайной связи. Несмотря ни на что, он решает взять ребёнка на воспитание и доказать себе и окружающим, что он стал самостоятельным взрослым человеком.

## Персонажи

### В главных ролях
| Актёр           | Роль |
| --------------- | --- |
| Ефим Петрунин   | Слава Кузнецов 25 лет, бармен в кафе                                                                                             |
| Аслан Бижоев    | Тимур Бижоев 24 года, лучший друг Славы, хозяин квартиры                                                                         |
| Артём Лощилин   | Борис Кузнецов 23 года, брат Славы, дядя Ани, влюблён в Ксению, хоккеист мытищинского хоккейного клуба Grizzlies (игр. номер 55) |
| Софья Баранцева | Аня Кузнецова 5 месяцев, племянница Бориса, дочь Славы и Маши, уехавшей в Пензу к родителям                                      |
| Яна Гурьянова   | Ксения Масликова 23 года, влюблена в Славу, юрист с красным дипломом                                                             |
| Ольга Тумайкина | Людмила Николаевна Кузнецова 43 года, мама Славы и Бориса, бабушка Ани. Работает риелтором.                                      |

### В ролях
| Актёр              | Роль                                                                    |
| ------------------ | ----------------------------------------------------------------------- |
| Александр Наумов   | тренер хоккейного клуба Grizzlies                                       |
| Георгий Сегал      | Ефимов друг Бориса, хоккеист хоккейного клуба Grizzlies (игр. номер 11) |
| Олег Новиков       | Ущерб хоккеист хоккейного клуба Grizzlies (игр. номер 13)               |
| Артём Сучков       | Валера                                                                  |
| Антон Даниленко    | Георгий (Гоша) вратарь                                                  |
| Игорь Дорофеев     | Роман                                                                   |
| Андрей Коник       | хоккеист 1                                                              |
| Валентин Мухрев    | Артём бармен, коллега Славы                                             |
| Ксения Кастор      | Мария Арнольдовна (Грымза) менеджер кафе, начальник Славы               |
| Ксения Теплова     | Яна                                                                     |
| Мария Климова      | девушка в магазине                                                      |
| Ирина Колодяжная   | Марина жена, хозяйка квартиры                                           |
| Андрей Капустин    | муж, хозяин квартиры                                                    |
| Валерия Чугунова   | Кристина                                                                |
| Дмитрий Воронин    | Денис                                                                   |
| Юлия Щербакова     | девушка 1                                                               |
| Игорь Бровин       | Иван Анатольевич папа Кристины                                          |
| Регина Полякова    | Альбина Альбертовна мама Кристины                                       |
| Олег Киреев        | официант 1                                                              |
| Валерия Жидкова    | Марина врач-педиатр                                                     |
| Игорь Рыков        | Антон                                                                   |
| Ольга Есикова      | девушка                                                                 |
| Анна Асташкина     | тётя Валя продавщица в буфете Ледового дворца                           |
| Артём Симоненко    | курьер                                                                  |
| Михаил Новицкий    | Николай Сергеевич врач-педиатр                                          |
| Андрей Бабаев      | Азамат                                                                  |
| Сергей Воропаев    | парень                                                                  |
| Наталья Новикова   | девушка 1                                                               |
| Виктория Паринская | девушка 2                                                               |
| Дарина Мазур       | девушка 3                                                               |
| Владислав Поляков  | мужчина с чемоданом                                                     |
| Нина Звягинцева    | пожилая женщина                                                         |
| Михаил Долгих      | гаишник                                                                 |
| Вера Кувшинова     | полная женщина                                                          |
| Вадим Утенков      | растаман                                                                |
| Андрей Белозёров   | сосед                                                                   |

| Актёр                    | Роль                                             |
| ------------------------ | ------------------------------------------------ |
| Кирилл Ростовцев         | таксист 1                                        |
| Антон Козлов             | таксист 2                                        |
| Александр Егерев         | таксист 3                                        |
| Геннадий Воропаев        | таксист 4                                        |
| Михаил Олянский          | таксист 5                                        |
| Екатерина Мадалинская    | Татьяна кураторша                                |
| Максим Ратинер           | Борис Сергеевич босс Ксюши                       |
| Юлия Шурыгина            | Алла риелтор из Череповца                        |
| Иван Токарев             | мужик 1                                          |
| Владимир Кожанов         | мужик 2                                          |
| Николай Платыгин         | мужик 3                                          |
| Егор Маролин             | коллега Ксюши 1                                  |
| Алексей Волошин          | коллега Ксюши 2                                  |
| Сергей Кулаков           | коллега Ксюши 3                                  |
| Максим Важов             | Олег Евгеньевич хозяин кафе                      |
| Валерия Каленникова      | Марго дочь хозяина кафе                          |
| Игорь Астахов            | официант 1                                       |
| Татьяна Носова           | кассирша в супермаркете                          |
| Михаил Богдасаров        | Абит Ахмедович дядя Тимура, хозяин квартиры      |
| Кирилл Мелехов           | Макс стриптизёр                                  |
| Ольга Ситцева            | девушка 1                                        |
| Марина Пряднова          | девушка 2                                        |
| Олег Фролов              | пьяный парень                                    |
| Артём Кашкин             | курьер                                           |
| Максим Глотов            | Иван Алексеевич Гольцман преподаватель философии |
| Николай Орсатов          | парень 1                                         |
| Роман Селиванов          | парень в каске                                   |
| Кристина Лялеко          | Алина дочь Селезнёвых                            |
| Алиса Дмитриева          | Люда фанатка хоккейного клуба Grizzlies          |
| Полина Пахомова          | Татьяна                                          |
| Алиса Донская            | дочь Татьяны                                     |
| Римма Кулова             | Жанна жена Мамуки                                |
| Татьяна Журавлева        | Елена руководитель курсов молодых мам            |
| Зураб Миминошвили        | Мамука                                           |
| Алиса Ефремова-Лисичкина | Наталья Сергеевна психолог                       |
| Ксения Кармазина         | Лена                                             |
| Рауль Месхидзе           | кабардинец 1                                     |

## Саундтрек
| Исполнитель                                     | Название композиции                               |
| ----------------------------------------------- | ------------------------------------------------- |
| Егор Крид                                       | Самая Самая                                       |
| Malinen                                         | Cornflower Sea                                    |
| Найк Борзов                                     | День как день                                     |
| The Riots                                       | Alright                                           |
| The Riots                                       | Me And My Friends                                 |
| The Riots                                       | The Only Life I Know                              |
| The Riots                                       | Living On The Edge                                |
| The Riots                                       | There's No Future (For Those Who Forget The Past) |
| The Soulongers                                  | Simple Words                                      |
| Neon Lights                                     | Alright                                           |
| Neon Lights                                     | 1000                                              |
| Группа «Йена»                                   | Эксбой                                            |
| Ольга Тумайкина                                 | Электричка                                        |
| Татьяна Карматкова и Елена Прогнова             | Миленький ты мой                                  |
| David Kos Rolfe                                 | Nothing Stopping Us Now                           |
| Anthony Dickinson                               | Acceleration                                      |
| Zach Ziskin                                     | Baybay Baybay                                     |
| Louis Yoelin, Stefan Litrownik, Shachar Hurwitz | It's In The Air                                   |
| Louis Yoelin, Stefan Litrownik, Shachar Hurwitz | Should Be More                                    |
| Louis Yoelin, Stefan Litrownik, Shachar Hurwitz | Light It Up                                       |
| Greg Bower, Josh Holyoak                        | Past The Stars                                    |
| Alfred P. Martinez Jr.                          | Proper Vibe                                       |
| Scott Reinwand                                  | Flash Mob                                         |
| Norman Dane                                     | Man About Town                                    |
| Geoff Cottrell                                  | Greek Wine                                        |
| Rob Townsend, Arnie Somogyi                     | Easy Talker                                       |
| Rob Townsend, Arnie Somogyi                     | Shoporama                                         |
| Rob Townsend, Arnie Somogyi                     | Take Me Home                                      |
| Anfinn Skulevold                                | Comfortable House                                 |
| Frank Sablotny                                  | Bright Size                                       |
| Jono Brown                                      | Loose Goose                                       |
| Jono Brown, Jeff Kollman                        | Roll The Dice                                     |
| Laurie Burgess                                  | Discotheque                                       |
| Lamar Holley                                    | Picture Frame                                     |
| Jacques Mercier, Luc Bertin, Slim Batteux       | Magic Love                                        |
| Dennis Winslow, Robert J Walsh, Ronn L Chick    | Uhhh                                              |
| Christopher Franke                              | Meditate                                          |

## Факты
- В кастинге на роль маленькой Ани приняли участие почти 100 детей. Роль получила девочка Соня, которая покорила режиссёра своей живой реакцией и выразительной мимикой.[1]
- Поиск актёра на роль главного героя Славы продолжался почти полгода! Ефим Петрунин был утвержден всего за две недели старта съёмок.[1]
- Тимур, лучший друг Славы, носит в сериале фамилию Бижоев. Дело в том, что этот персонаж писался специально под исполнителя роли — Аслана Бижоева.[1]